# 2,3-ジメチルブタン
2,3-ジメチルブタン（英: 2,2-Dimethylbutane）は、化学式C6H14（示性式 (CH3)2CHCH(CH3)2）で表されるアルカンで、ヘキサンの構造異性体の一種である。ジイソプロピルの別名で知られる。

## 製造
ジエチルエーテルの存在下で、ヨウ化イソプロピルをナトリウムで還元することによって得ることができる。ドイツの化学者カールショールレマーが最初にこの経路で合成した。

## 安全性
日本の消防法では、危険物第4類第1石油類（非水溶性）に区分される。